# Boxtel
Boxtel est une commune et un village néerlandais, situé en province du Brabant-Septentrional.

## Histoire
La Bataille de Boxtel (nl) s'est déroulée aux environs de la ville les 14 et 15 septembre 1794, et opposa l'armée de la Première coalition contre celle de l'armée révolutionnaire française.

## Galerie

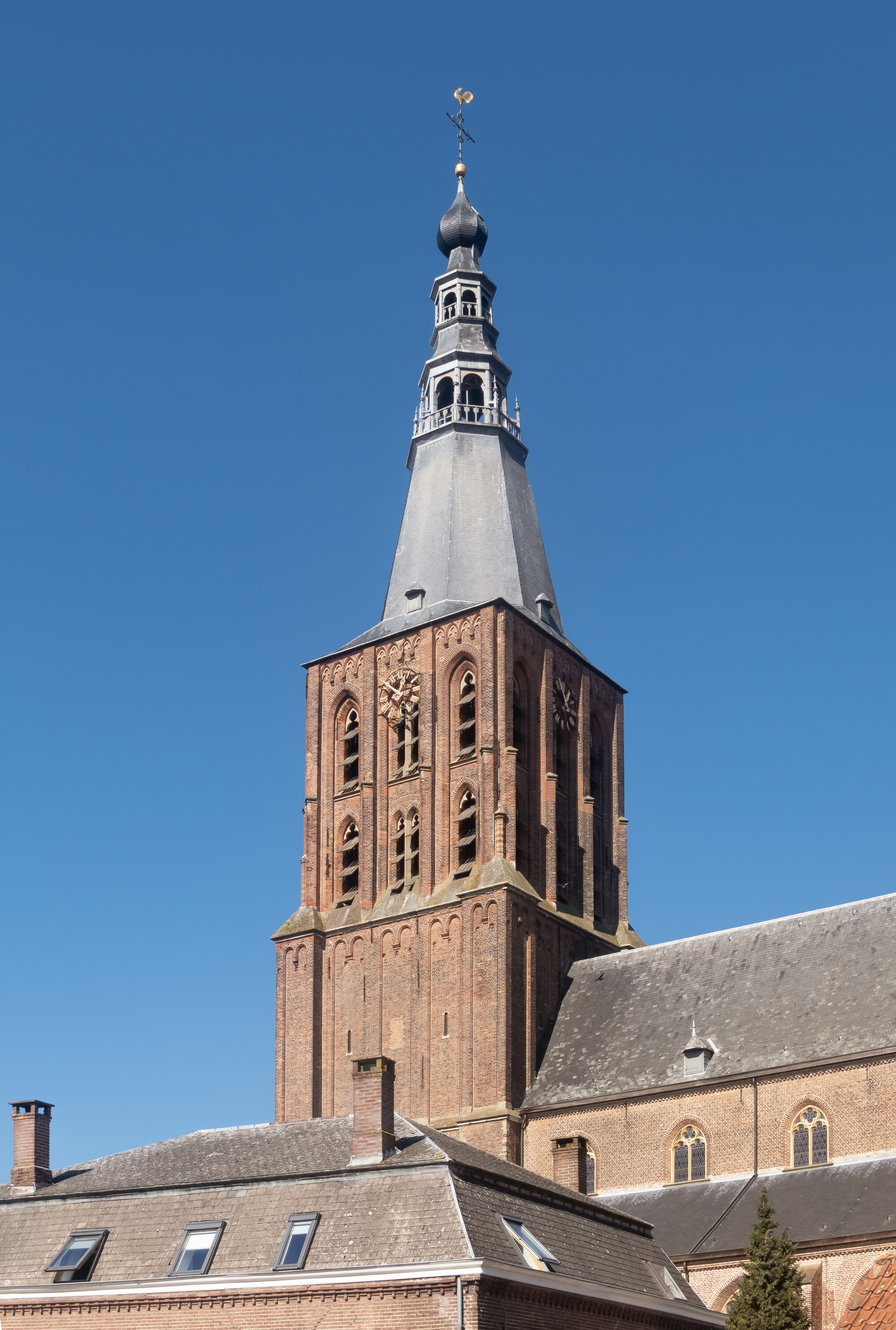
Boxtel, tour de la basilique (Sint-Petrusbasiliek)
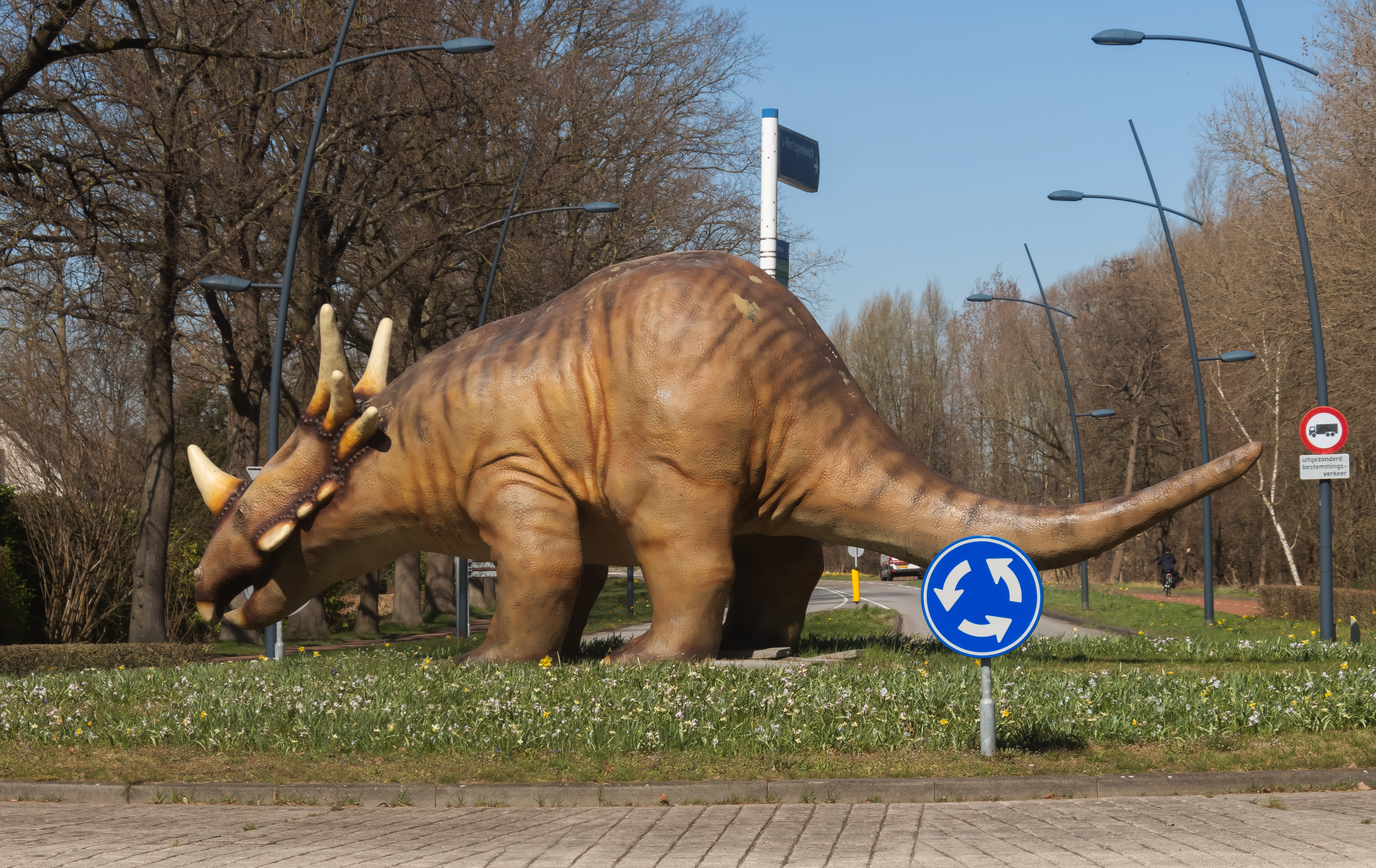
Boxtel, Dino rond-point
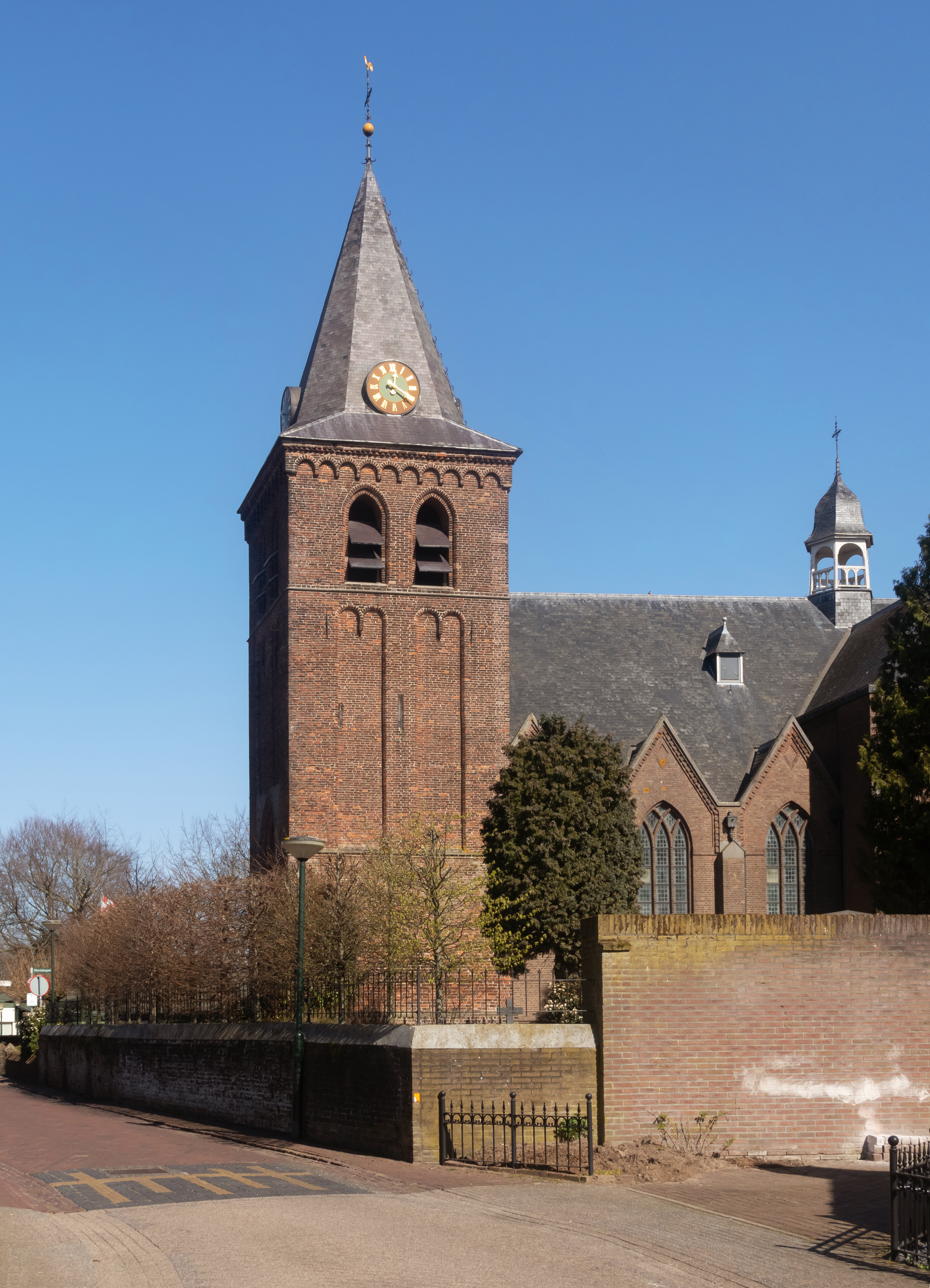
Esch, l'église : Sint-Willibrorduskerk

## Transport
Boxtel possède une gare ferroviaire sur l'intersection des lignes de chemin de fer Boxtel-Utrecht et Bréda-Maastricht.

## Personnalités liées à la commune
- Hendrik Verhees (1744-1813), cartographe et homme politique néerlandais.
- Stefanus van Gulick (1749-1820), médecin et homme politique néerlandais.
- Leonardus van der Voort (1762-1809), homme politique néerlandais.
- Antoon Kruysen (1898-1977), peintre néerlandais.
- Jeroen Delmee (1973-), double champion olympique en hockey sur gazon.

## Localités
- Boxtel
- Esch
- Lennisheuvel
- Liempde